# Jerker Porath
Jerker Porath (* 23. Oktober 1921 in Sala; † 21. Januar 2016) war ein schwedischer Biochemiker und Erfinder unter anderem von Methoden der Ionenaustauschchromatographie, der Affinitätschromatographie und der Gelpermeationschromatographie.

## Biographie
Porath studierte an Uppsala universitet und forschte ursprünglich in organischer Chemie unter Arne Fredga, wo er seinen Abschluss als Licentiat erwarb. Nach einem Stipendium in Heidelberg wechselte er in die Arbeitsgruppe von Arne Tiselius. Tiselius empfahl Porath Forschungsaufenthalte bei Choh Hao Li und in seinem Hormone Research Laboratory an der University of California, Berkeley, wo sich Porath von 1951 bis 1952 aufhielt. Danach entwickelte er in Uppsala Methoden der Zonenelektrophorese und der Ionenaustauschchromatographie zur Reinigung von Hormonen. Seine Promotion erhielt er 1957 in Uppsala mit der Dissertation Zone electrophoresis in columns and adsorption chromatography on ionic cellulose derivatives as methods for peptide and protein fractionations: application to the study of posterior pituitary hormones.
Seine vermutlich bekannteste Erfindung ist die gemeinsam mit Per Flodin entwickelte Gelpermeationschromatographie sowie die stationären Phasen Sephadex und Sepharose. Im Jahr 1957 entdeckte Porath die Molekularsiebwirkung des Sephadex, wodurch in einer Gelpermeationschromatographie Moleküle nach ihrer Größe aufgetrennt werden können oder aus dem Vergleich mit dem chromatographischen Laufverhalten eines Komigrationsstandards ihre Molmasse abgeleitet werden kann. Weiterhin wird Sephadex (quervernetztes Dextran) zur Immunpräzipitation und als stationäre Phase in der Affinitätschromatographie eingesetzt.
Von 1969 bis 1988 war er Professor an der Universität von Uppsala. Im Jahr 1971 wurde er Mitglied der königlich schwedischen Akademie der Ingenieurwissenschaften und anschließend auch der königlich schwedischen Akademie der Wissenschaften. 1982 wurde er als auswärtiges Mitglied in die damalige Akademie der Wissenschaften der UdSSR aufgenommen.